# Mariluz
Mariluz är en kommun i Brasilien.   Den ligger i delstaten Paraná, i den södra delen av landet, 1 100 km sydväst om huvudstaden Brasília. Antalet invånare är 10 224.
Trakten runt Mariluz består till största delen av jordbruksmark. Runt Mariluz är det ganska glesbefolkat, med 39 invånare per kvadratkilometer.